# Feiertage auf den Philippinen
Die Feiertage auf den Philippinen richten sich vornehmlich nach Fest- und Gedenktagen, die vom christlichen Glauben und der katholischen Kirche geprägt sind. Daher gehören Ostern und Weihnachten zu den wichtigsten Festen für die philippinische Bevölkerung. Daneben gedenkt man an speziellen Tagen bedeutenden Personen der philippinischen Geschichte, wie Andrés Bonifacio und José Rizal oder man erinnert sich an besondere geschichtliche Ereignisse.

## Beschreibung der Feiertage

### Arbeitsfreie und regelmäßige Feiertage
Auf den Philippinen unterscheidet man grundlegend zwischen arbeitsfreien Feiertagen (Non-working Holidays) und regelmäßigen Feiertagen (Regular Holidays). Arbeitsfreie Feiertage sind spezielle Gedenktage, die von der Regierung erklärt oder verkündet werden. Das Datum eines solchen Tages ist veränderlich und kann variieren. Fällt ein solcher Tag auf das Wochenende, so wird er in vielen Fällen am nächsten Montag nachgeholt.
Regelmäßige Feiertage sind feste Feiertage wie Weihnachten und Neujahr. Das Datum dieser Tage ändert sich nicht und sie sind auch ohne eine spezielle Ankündigung durch die Regierung als arbeitsfreie Tage anerkannt.
In beiden Fällen handelt es sich um arbeitsfreie Tage mit einer regulären Lohnfortzahlung bzw. dem Anspruch auf doppelten Stundenlohn, sollte man an einem dieser Tage dennoch arbeiten müssen.

### Jahreswechsel

#### Feier des letzten Tages des Jahres (31. Dezember)
Unter Berufung auf die Tradition des philippinischen Neujahrstages beschloss der philippinische Kongress, den 31. Dezember formell als einen jährlichen arbeitsfreien Feiertag (Non-Working Holiday) anzuerkennen, da sich dieser zwischen zwei offiziellen philippinischen Feiertagen (dem Rizal-Day am 30. Dezember, der jedoch nicht unbedingt an diesem Tag gefeiert werden muss, und dem Neujahrstag am 1. Januar) befindet.

#### Neujahrstag (1. Januar)
Der Neujahrstag oder Araw ng Bagong Taon wird im Kreise der Familie zumeist außerhalb des Hauses gefeiert. Das Jahr wird am  Bisperas ng Bagong Taon (Silvester) mit einem reichhaltigen Mahl begrüßt, das Media Noche (wörtlich, „Mitten in der Nacht“) genannt wird. Teil dieses Mahls sind rund geformte Speisen, Gerichte, die klebrigen Reis als Grundlage besitzen, und eine Variation aus zwölf verschiedenen runden Früchten, jeweils eine Frucht für jeden einzelnen Monat des Jahres. Traditionell bleiben Filipinos, Chinesen und Spanier zu Hause, wobei bei letzteren die Partys aufwendig gestalten werden und dazu fast immer ein Lechón (Spanferkel) aufgetischt wird. Jedoch begrüßt die jüngere Generation zusammen mit Zuwanderern wie Amerikanern mehr und mehr das Neue Jahr in großen Hotels, Restaurants, in Parks und auf den Straßen. Die Kinder zünden Feuerwerkskörper wie Watusi oder die Sinturon ni Hudas (den Judas-Gürtel) an, während die Erwachsenen die Nacht mit Erinnerung an das vergangene Jahr verbringen, wobei dies bei vielen Familien auch eine Lesung aus der Bibel mit einschließt.

### Karwoche
Die Karwoche oder in Filipino Semana Santa (vom Spanischen Semana Santa) ist die einzige Woche, in der das gesamte Land sein Arbeitspensum herunterfährt. Die Festivitäten beginnen mit dem Linggo ng Palaspas oder Domingo de Ramos (Palmsonntag) und erstreckt sich dann über Gründonnerstag und Karfreitag bis zum darauf folgenden Wochenende, das in Linggo ng Pagkabuhay (Ostern) mündet. Nach Sabado de Gloria (Karsamstag) endet die Karwoche mit dem Ostersonntag, an dem in den katholischen Kirchen Messen gehalten und im Morgengrauen Prozessionen, wie die bekannte Salubong, bei der die Begegnung Jesu mit seiner Mutter Maria nachgestellt wird, durchgeführt werden. In Einkaufszentren und Hotels werden an diesem Tag Feiern organisiert und Ostereiersuchen angeboten.
Der alte katholische Glaube, dass Christus am Karfreitag um drei Uhr Nachmittag starb, ist unter den ländlichen Filipinos noch weit verbreitet. Aus diesem Grund werden zu diesem Zeitpunkt Reisen nicht fortgesetzt und Kinder werden davor gewarnt, Lärm zu machen oder draußen zu spielen. Viele glauben, dass böse Geister umherstreifen und ihnen Schaden zufügen, da Christus nicht zu ihrem Schutz anwesend ist. Erst nach Ostern wird im Land wieder das übliche Arbeitsaufkommen erreicht.

### Tag der Ehre (Araw ng Kagitingan– 9. April)
Am 9. April 1942 ergaben sich an der südlichen Spitze der Bataan-Halbinsel, die in die Bucht von Manila ragt, 75.000 philippinische und US-amerikanische Soldaten der Kaiserlichen Japanischen Armee. Nahezu fünf Monate lang kämpften die Truppen gegen eine Übermacht, bis ihnen das Trinkwasser, Nahrung und Munition ausgingen und die medizinische Versorgung nicht mehr aufrechterhalten werden konnte. Als Kriegsgefangene wurden sie und Tausende weitere Filipinos in ein Lager der japanischen Armee überführt, das sich 100 km entfernt befand. Diese anstrengende Reise, die aus einem sechs Tage andauernden Marsch bestand, ist heute als Todesmarsch von Bataan bekannt, an den an jedem 9. April durch den Araw ng Kagitingan oder Bataan Day gedacht wird.

### Tag der Arbeit (1. Mai)
Die erste Kundgebung zum Tag der Arbeit fand am 1. Mai 1903 statt. An diesem Tag marschierten mehrere Tausend Arbeiter organisiert von der Union Obrera Democratica (Demokratischen Arbeiterunion) zum Malacañang-Palast, um dort bessere Arbeitsbedingungen und wirtschaftliche Rechte für die Arbeitnehmer einzufordern.
Noch heute werden auf den Philippinen am Tag der Arbeit nicht alleine Feiern und Paraden organisiert, er wird ebenso zum Anlass für Demonstrationen und Kundgebungen der Gewerkschaften genommen.

### Unabhängigkeitstag (12. Juni)
Am 4. Juli 1946 trat offiziell die Unabhängigkeit der Philippinen von den Vereinigten Staaten in Kraft. Der Vertrag, der zwischen beiden Regierungen ausgearbeitet wurde, sah die Anerkennung der Unabhängigkeit der Republik der Philippinen vor und enthielt gleichzeitig den Verzicht der amerikanischen Souveränität über die Philippinen.
Dennoch feiern die Philippinen ihren Unabhängigkeitstag am 12. Juni. Dies ist der Jahrestag der Unabhängigkeitserklärung von Spanien, die an diesem Tag im Jahre 1898 von dem ersten philippinischen Präsidenten, Emilio Aguinaldo, in seinem Wohnsitz in Kawit ausgerufen wurde. Auf dem Balkon seines Hauses schwenkte General Aguinaldo die neue Nationalflagge, während ein Orchester das erste Mal die Nationalhymne spielte, die heute als Lupang Hinirang bekannt ist. Auf dem heute nicht mehr im Umlauf befindlichen 5-Peso-Schein wurde diese Szene darstellt, die Banknote wurde jedoch durch eine Münze mit dem Abbild Aguinaldos ersetzt. Die Nation feierte somit im Jahre 1998 den einhundertsten Jahrestag ihrer Unabhängigkeit.
Zwischen 1946 und 1961 wurde der Unabhängigkeitstag noch am 4. Juli begangen, ehe Präsident Diosdado Macapagal, auf Anraten von Historikern, den 12. Juni als neues Datum für den Unabhängigkeitstag vorsah. Dieser Tag war bis dahin als Flag Day (Tag der Flagge) gefeiert worden.

### Tag der Philippinisch-amerikanischen Freundschaft (4. Juli)
Nach der Unabhängigkeit wurde auf den Philippinen bis einschließlich des Jahres 1961 der 4. Juli als Unabhängigkeitstag gefeiert. In diesem Jahr allerdings setzte sich unter Präsident Diosdado Macapagal die Meinung durch, dass der 4. Juli nicht den wahren Unabhängigkeitstag für die Filipinos darstellen würde. Stattdessen sollte mit diesem Tag der Erklärung der Unabhängigkeit von Spanien am 12. Juni 1898 durch General Emilio Aquinaldo gedacht werden. Am 12. Mai 1962 erklärte Präsident Macapagal daher durch die Presidential Proclamation Nr. 28 den 12. Juni zum neuen philippinischen Unabhängigkeitstag.
An seiner Stelle wurde am 4. Juli nun der Tag der Philippinischen Republik (Philippine Republic Day) gefeiert, um die diplomatischen und bilateralen Beziehungen der Philippinen zu den Vereinigten Staaten nicht zu strapazieren. Im Jahr 1996 wurde durch Präsident Fidel Ramos aus Anlass der bevorstehenden Gedenkfeier zum 50. Jahrestag der Unabhängigkeit von den USA ein National Executive Committee berufen, das nun den Philippinisch-Amerikanischen Tag der Freundschaft beschloss.

### Ninoy Aquino-Tag (21. August)
Die Philippinen gedenken am 21. August dem Tod von S. Benigno „Ninoy“ Aquino, dem prominentesten Gegner des ehemaligen Diktators Ferdinand Marcos. Nachdem dieser drei Jahre im Exil in den Vereinigten Staaten verbracht hatte, kehrte Aquino am 21. August 1983 auf die Philippinen zurück. Gerade als er die Linienmaschine am Flughafen Manila, der heute seinen Namen trägt, verlassen hatte, wurde er noch auf dem Gangway erschossen. Dieser Gedenktag wurde mit Inkrafttreten des Republic Act Nr. 9256 am 25. Februar 2004 geschaffen, während des 18. Jahrestages der EDSA-Revolution, die zur Absetzung Marcos führte und Aquinos Witwe Corazon Aquino zur neuen Präsidentin des Inselstaates machte.

### Nationaler Heldengedenktag
Auf den Philippinen erinnert man sich an diesem Tag an die Nationalhelden des Landes. Der Nationale Heldengedenktag fällt immer auf den letzten Montag im August. Er ist auf den Philippinen als ein regelmäßiger Feiertag ausgewiesen und soll an den Schrei von Pugadlawin erinnern, mit dem Andrés Bonifacio, der Führer der philippinischen revolutionären Streitkräfte, dem Katipunan, im Jahre 1896 die Philippinische Revolution ausrief.

### Allerheiligen (Todos Los Santos– 1. November)
Allerheiligen, auch bekannt als Undas, wird auf den Philippinen in Erinnerung an die toten Angehörigen begangen. Der 1. November markiert den Beginn der philippinischen „Araw ng mgba Patay“, der Feier des Tages der Toten.
Familien kehren anlässlich dieses Festes zurück zu ihren jeweiligen Wurzeln in die Orte ihrer Eltern, säubern und setzen dort die Gräber ihrer verstorbenen Angehörigen instand, bevor sie für sie beten. Die Feierlichkeiten dauern bis zu Allerseelen, das am nächsten Tag gefeiert wird. Die beiden Tage sind traditionelle katholische Feiertage, an denen allen Heiligen und den Seelen der Verstorbenen gedacht werden sollte. Obwohl die Menschen auf den Philippinen ihre Toten mit fröhlichen Feiern ehren, bleibt Allerheiligen dennoch ein respektvoller Gedenktag im Gedenken an die Vorfahren.
Dieser Tag war ein regelmäßiger Feiertag auf den Philippinen, wurde aber durch eine Executive Order, ausgestellt von Präsidentin Gloria Macapagal-Arroyo, in einen arbeitsfreien Feiertag gewandelt.

### Eid ul-Fitr
Der erste Tag des Schawwal, dem zehnten Monat des Islamischen Kalenders, wurde zu einem nationalen Feiertag zur Begehung des Eid ul-Fitr oder dem Fest des Fastenbrechens (dem Ende des Ramadan, dem neunten Monat) erklärt und am 13. November 2002 durch den Republic Act Nr. 9177 festgeschrieben. Das Gesetz wurde mit Rücksicht auf die philippinische muslimische Gemeinschaft erlassen, nicht zuletzt, um damit den Frieden zwischen den beiden großen Religionen des Landes zu fördern.
Die erste Begehung des Eid ul-Fitr wurde am 6. Dezember 2002 gefeiert und tritt seit diesem Zeitpunkt nach dem Gregorianischen Kalender jedes Jahr etwa elf Tage früher ein. Dadurch kommt es zu einem beweglichen Feiertag, der im Einklang mit dem islamischen Kalender steht. Für viele nichtmuslimische Filipinos ist dieser Feiertag noch weitgehend ungewohnt, da dieser in vielen Kalendern auf den Philippinen noch nicht angeführt ist.

### Andres Bonifacio-Tag (30. November)
Am 30. November 1863 wurde Andrés Bonifacio geboren, der nach dem Heiligen Andreas benannt wurde, dessen Namenstag auf dieses Datum fällt. Der Bonifacio-Tag wird jedes Jahr am 30. November begangen und manchmal mit dem Nationalen Heldengedenktag verwechselt.
Die Feier des Geburtstages einer besonderen Person ist ungewöhnlich, da man in der Regel eher des Todestages als des Geburtstages eines Helden oder Heiligen gedenkt. So wird der Geburtstag des größten philippinischen Nationalhelden Jose Rizal am 19. Juni, lediglich als Feiertag in der Provinz Laguna begangen. Wohingegen der Tag seiner Hinrichtung, der 30. Dezember, ein nationaler Gedenktag ist, den man als Rizal-Tag begeht.
Bei Bonifacio wird hingegen aus historischen Gründen an seinen Geburtstag erinnert, nicht an das Datum seines Todes, dem 10. Mai 1897. Im Gegensatz zu Rizal, der durch eine feindliche Institution verurteilt und hingerichtet wurde, oder auch zu anderen Helden, die im Kampf gestorben waren, wurde er von Kameraden und Filipinos getötet. Bonifacio wurde auf Anordnung des ersten Präsidenten, General Emilio Aguinaldo, hingerichtet, da er nach den Ereignissen der Tejeros-Versammlung zu diesem Zeitpunkt als ein Feind des Staates angesehen wurde.

### Heiligabend (24. Dezember)
Der Zeitraum, den die Filipinos den Weihnachtsfeierlichkeiten einräumen, ist einer der längsten, wenn nicht der längste der Welt. Auf den Philippinen beginnt man mit den Festvorbereitungen bereits im September und diese erstrecken sich letztlich bis zur ersten Januarwoche. Über die Feiertage wird das Anwesen mit Parols, sternenartigen Weihnachtslaternen, Lichterketten, Schmuck und anderer Dekorationen verschönert.
Heiligabend wird auf dem Archipel in den meisten Familien traditionell gefeiert. Der 24. Dezember ist dabei eine Nacht ohne Schlaf, die als eine durchgängige Feier in den eigentlichen Weihnachtstag übergeht. Gegen Mitternacht wird die letzte Messe, die Misa de Gallo abgehalten und mündet dann in die Vorbereitung für die Noche Buena (wörtlich: „Gute Nacht“ aus dem Spanischen), einem Familienfest, das nach Mitternacht beginnt.
Die Noche Buena kann als ein Tag der offenen Tür angesehen werden. Familie, Freunde, Verwandte und Nachbarn kommen vorbei und wünschen jedem Familienmitglied „Maligayang Pasko!“ (Tagalog für „Fröhliche Weihnachten“). Dabei werden vielerlei Speisen angeboten, die oft in Form eines Buffets angerichtet sind. Gäste und Besucher werden in allen Wohnungen zum vorbereiteten Essen geführt, auch wenn sie zumeist bereits gesättigt sind. Zu den typischen Gerichten, die auf den Philippinen zu Weihnachten zubereitet werden, gehören Lechón (Spanferkel), Pancit (ein Nudelgericht), gegrilltes Fleisch, Reis, Adobo, Reiskuchen, Lumpia (Fleischröllchen) usw. Hierzu werden Getränke wie Bier, Rum und andere Spirituosen angeboten.
Die Straßen sind in dieser Nacht durchgehend beleuchtet und voll von Aktivität. Die Kinder laufen im und um das Haus herum, abwechselnd spielend und essend. Die Zusammenkunft am Heiligabend bietet die Gelegenheit für eine Wiedervereinigung der unmittelbaren und entfernten Familienangehörigen. Einige Familien nutzen bereits diesen Zeitpunkt zur Bescherung während andere bis zum nächsten Tag warten.
Im Allgemeinen bildet die Lola, eine liebenswerte Bezeichnung für eine Matriarchin oder Großmutter, den Mittelpunkt der weihnachtlichen Familienfeier. Ihr wird ein tiefer Respekt entgegengebracht und sie wird hoch verehrt. Die Kinder stellen sich in einer Reihe auf und erhalten von ihrer Lola als ein kleines Geschenk ein paar Münzen, wobei jedes Kind umso mehr Münzen erhält, je älter es ist.
In einigen Familien werden die Kinder aufgefordert zu Heiligabend ein Weihnachtslied zu singen, ein Musikinstrument zu spielen, ein Gedicht aufzusagen oder einen Tanz vorzuführen. Die Feierlichkeiten gehen bis etwa sechs Uhr morgens. Diejenigen, die nicht an der Messe in der Nacht zuvor haben teilnehmen können, nehmen nun die Messe am Weihnachtstag wahr.

### Weihnachtstag
Das eigentliche Weihnachtsfest verbindet die Erinnerung an die Geburt Jesu mit verschiedenen weltlichen Sitten. Wie es in den anglikanischen Ländern üblich ist, findet bei den meisten Familien auf den Philippinen die Bescherung am 25. Dezember statt.

### Rizal-Tag (30. Dezember)
Dieser Tag erinnert an den größten Nationalhelden des Landes, José Rizal, der am 30. Dezember 1898 im heutigen Rizal Park durch ein Erschießungskommando hingerichtet wurde.
Im Gegensatz zu Bonifacio wird der Geburtstag des größten philippinischen Nationalhelden am 19. Juni lediglich in der Provinz Laguna als Feiertag begangen.

## Liste der Feiertage
Nachfolgend sind die auf den Philippinen üblichen Feiertage aufgelistet.

### Landesweite Feiertage
| Feiertag                   | Datum der Feier                  | Deutscher Name                             | Einheimische Bezeichnung                       | Offizieller Status                                   | Besonderheiten / Beschreibung                                                   |
| -------------------------- | -------------------------------- | ------------------------------------------ | ---------------------------------------------- | ---------------------------------------------------- | ------------------------------------------------------------------------------- |
| 1. Januar                  | 1. Januar                        | Neujahrstag                                | Araw ng Bagong Taon                            | Regelmäßiger Feiertag                                | Erster Tag des neuen Jahres                                                     |
| Wechselndes Datum          | Wechselndes Datum                | Chinesisches Neujahrsfest                  | Araw ng Bagong Taon ng mga Tsino               | Regelmäßiger Feiertag                                | Basierend auf dem Mondkalender                                                  |
| 25. Februar                | 25. Februar                      | People Power Tag                           | Araw ng People Power (Lakas ng Bayan)          | Arbeitsfreier Feiertag (Im Einzelfall), Metro Manila | Erinnerung an die 1986er (EDSA) People Power Revolution                         |
| Donnerstag vor Ostern      | Wechselndes Datum                | Gründonnerstag                             | Huwebes Santo                                  | Regelmäßiger Feiertag, wechselndes Datum             | Teil der Karwochen-Feierlichkeiten                                              |
| Freitag vor Ostern         | Wechselndes Datum                | Karfreitag                                 | Biyernes Santo/Mahal na Araw                   | Regelmäßiger Feiertag, wechselndes Datum             | Erinnerung an den Tod Jesu                                                      |
| Sonntag, wechselndes Datum | Wechselndes Datum                | Ostersonntag                               | Linggo ng Pagkabuhay                           | Regelmäßiger Feiertag                                | Feier der Auferstehung Jesu Christi                                             |
| 9. April                   | Nächster Montag zum 9. April     | „Tag der Ehre“ (Bataan and Corregidor Day) | Araw ng Kagitingan                             | Regelmäßiger Feiertag                                | Erinnerung an den Todesmarsch von Bataan                                        |
| 1. Mai                     | Nächster Montag zum 1. Mai       | Tag der Arbeit                             | Araw ng Manggagawa                             | Regelmäßiger Feiertag                                |                                                                                 |
| 12. Juni                   | Nächster Montag zum 12. Juni     | Unabhängigkeitstag                         | Araw ng Kalayaan                               | Regelmäßiger Feiertag                                | Jahrestag der Philippinischen Unabhängigkeitserklärung                          |
| 27. Juli                   | 27. Juli                         | Iglesia Ni Cristo-Tag                      | Araw ng Iglesia Ni Cristo                      | Spezieller nichtarbeitsfreier Feiertag               | Gründungsjahrestag der Iglesia ni Cristo                                        |
| 21. August                 | Nächster Montag zum 21. August   | Benigno Aquino-Tag                         | Araw ng Kabayanihan ni Ninoy Aquino            | Spezieller arbeitsfreier Feiertag                    | Todestag von Benigno Aquino Jr.                                                 |
| 31. August                 | Letzter Montag im August         | Nationaler Heldengedenktag                 | Araw ng mga Bayani                             | Regelmäßiger Feiertag                                | Erinnerung an Schrei von Pugad Lawin, dem Aufruf zur Philippinischen Revolution |
| 1. November                | 1. November                      | Allerheiligen                              | Todos los Santos / Undas/ Araw ng mga Namayapa | Landesweiter Feiertag                                | Gedenktag an die Heiligen und die Verstorbenen                                  |
| 2. November                | 2. November                      | Allerseelen                                | Araw ng mga Patay                              | Spezieller arbeitsfreier Feiertag                    | Gedenktag an die Verstorbenen                                                   |
| Wechselndes Datum          | Wechselndes Datum                | Eidul Fitr (arabisch: Eid al-Fitr)         | Wakas ng Ramadan                               | Wechselnder regelmäßiger Feiertag                    | Basierend auf den Islamischen Kalender                                          |
| 30. November               | Nächster Montag zum 30. November | Bonifacio Day                              | Kaarawan ni Bonifacio                          | Regelmäßiger Feiertag                                | Geburtstag von Andrés Bonifacio                                                 |
| 24. Dezember               | 24. Dezember                     | Heiligabend                                |                                                | Spezieller arbeitsfreier Feiertag                    | Weihnachtsfeierlichkeiten                                                       |
| 25. Dezember               | 25. Dezember                     | Weihnachten                                | Araw ng Pasko                                  | Regelmäßiger Feiertag                                | Weihnachtsfeierlichkeiten                                                       |
| 30. Dezember               | Nächster Montag zum 30. Dezember | Rizal-Tag                                  | Araw ng Kabayanihan ni Dr. Jose Rizal          | Regelmäßiger Feiertag                                | Jahrestag des Todes von José Rizal                                              |
| 31. Dezember               | 31. Dezember                     | Silvester                                  | Bisperas ng Bagong Taon                        | Spezieller landesweiter Feiertag                     | Letzter Tag des Jahres                                                          |

### Lokale Feiertage
| Feiertag     | Datum der Feier | Deutscher Name                                    | Einheimische Bezeichnung                           | Offizieller Status                                                   | Besonderheiten / Beschreibung |
| ------------ | --------------- | ------------------------------------------------- | -------------------------------------------------- | -------------------------------------------------------------------- | --- |
| 16. Januar   | 16. Januar      | Sinulog-Festival                                  |                                                    | Regionaler öffentlicher Feiertag, Cebu & Tacloban City               | |
| 11. Februar  | 11. Februar     | Tag des Evelio Javier                             |                                                    | Regelmäßiger öffentlicher Feiertag, Antique, Capiz, Aklan und Iloilo | |
| 24. Februar  | 24. Februar     | Cebu City, Tag der Stadtgründung                  |                                                    | Regelmäßiger öffentlicher Feiertag, Cebu                             | |
| 18. März     | 18. März        | Befreiungstag von Panay                           |                                                    | Regelmäßiger öffentlicher Feiertag, Iloilo                           | |
| 27. März     | 27. März        | San Juan-Tag                                      | Araw ng San Juan                                   | Spezieller arbeitsfreier Feiertag                                    | |
| 19. Juni     | 19. Juni        | Laguna-Tag                                        | Araw ng Laguna                                     | Spezieller arbeitsfreier Feiertag, Laguna                            | Geburtstag von Dr. José Rizal |
| 24. Juni     | 24. Juni        | Gründungstag von Manila                           | Araw ng Maynila                                    | Spezieller arbeitsfreier öffentlicher Feiertag, Manila               | |
| 30. Juni     | 30. Juni        | Tag der philippinisch-spanischen Freundschaft     | Araw ng Pagkakaibigan ng mga Pilipino at Kastila   | Allgemeiner Tag                                                      | |
| 30. Juni     | 30. Juni        | Tacloban City, Tag der Stadtgründung              |                                                    | Regelmäßiger öffentlicher Feiertag, Tacloban City                    | |
| 4. Juli      | —               | Tag der philippinisch-amerikanischen Freundschaft | Araw ng Pagkakaibigan ng mga Pilipino at Amerikano | Allgemeiner Tag                                                      | Gedenken an das Bündnis zwischen den philippinischen und amerikanischen Streitkräften gegen die japanische Besatzungstruppen zum Ende des Zweiten Weltkrieges. |
| 6. August    | 6. August       | Tag der Provinzgründung                           | Provincial Charter Day                             | Regelmäßiger öffentlicher Feiertag, Tacloban City                    | |
| 9. September | 9. September    | Sergio-Osmeña-Tag                                 |                                                    | Allgemeiner öffentlicher Feiertag, Cebu City                         | |
| 20. Oktober  | 20. Oktober     | Tag der Landung auf Leyte                         |                                                    | Regelmäßiger öffentlicher Feiertag, Tacloban City                    | |
| 18. Dezember | 18. Dezember    | Tag von Lopez Jaena                               |                                                    | Regelmäßiger öffentlicher Feiertag, Iloilo                           | |

## Besondere Feiertage auf den Philippinen
- Verfassungstag (Constitution Day) – Der 2. Februar 2002 wurde zu einem arbeitsfreien Feiertag im Gedenken an den 15. Jahrestag des Inkrafttretens Verfassung von 1987 erklärt.
- Als Nationaltag des Gebets und Fastens (National Day of Prayer and Fasting) – wurde von Präsident Joseph Estrada jeweils der dritte Samstag im November 1999 und 2000 zu einem arbeitsfreien Feiertag  erklärt.
- Geburtstag von Rizal (Rizal Birth Anniversary) – Der 19. Juni 1961 wurde von Präsident Carlos P. Garcia zum Gedenken an den 100. Geburtstag von Jose Rizal als ein spezieller Feiertag bestimmt.
- Islamisches Opferfest (Eidul Adha) – Präsidentin Gloria Arroyo deklarierte den 27. und 28. November zu speziellen arbeitsfreien Feiertagen.